# 白虎隊 (1986年のテレビドラマ)
『白虎隊』（びゃっこたい）は、1986年12月30日・12月31日に日本テレビ系列で放送されたユニオン映画製作の時代劇。『年末時代劇スペシャル』の第2作。初日（前編）・2日目（後編）ともに20:03 - 23:00（日本標準時）に放送された。
幕末に起こった戊辰戦争における会津藩の悲劇を描いた作品。ナレーションは鈴木瑞穂が担当。
『年末時代劇スペシャル』シリーズ最大のヒット作。堀内孝雄による主題歌「愛しき日々」も大ヒットして堀内の代表曲になった。
2000年12月にはDVD化もされた。DVD版では前編、後編ともそれぞれ第一章、第二章、第三章に分けられている（2008年12月にDVD版レンタル開始）。

## あらすじ
前篇「京都動乱」
文久2年（1862年）、会津藩主松平容保が西郷頼母の猛反対を押し切って京都守護職を拝命し、孝明帝から信頼を得て京都での活躍、「新選組」の結成、慶応4年（1868年）の鳥羽・伏見の戦いでの形勢逆転の大敗北。徳川幕府の裏切りによる会津帰国を経て、白虎隊の誕生までを描く。
後篇「落城の賦」
慶応4年の戊辰戦争の中、恭順姿勢も空しく朝敵の汚名を背負い会津戦争へ突入。白虎隊切腹、娘子軍の戦死、藩士家族の集団自刃、そして鶴ヶ城開城。井上丘隅ら生き残った藩士は斗南藩へ移封（という名の一藩流罪）となり、新しい時代へと歩んでいく。

## キャスト

### 会津藩関係
井上家の人々
- 井上丘隅（会津藩士）- 森繁久彌
- 野村（井上）ちか子（丘隅の長女）- 坂口良子
- 神保雪子（丘隅の次女）- 池上季実子
- 井上とめ子（丘隅の妻）- 山岡久乃
- 井上ゆみ子（丘隅の三女）- 工藤夕貴
- 七兵衛（家僕）- 高品格
- もよ（七兵衛の妻）- 石井富子
- 井上ゆみ子（幼年期）- 広瀬珠美

重臣たち
- 西郷頼母（会津藩国家老）- 里見浩太朗
- 神保内蔵助（同家老／神保修理の父）- 丹波哲郎
- 萱野権兵衛（同軍事奉行）- 西田敏行
- 田中土佐（同国家老・次席）- 佐藤慶
- 山川大蔵（同家老／のちの浩）- 堤大二郎
- 佐川官兵衛（同藩士／別選隊隊長／会津戦争時・家老に昇格／のち警視庁一等大警部）- 本田博太郎
- 梶原平馬（同家老）- 有川博
- 内藤介右衛門（同家老）- 三上直也
- 一ノ瀬要人（同家老）- 横沢祐一

松平家
- 松平容保（会津藩主）- 風間杜夫
- 照姫（容保の義姉）- 多岐川裕美

藩士たち
- 神保修理（会津藩公用方／雪子の夫）- 国広富之
- 秋月悌次郎（同）- 露口茂
- 野村左兵衛（同／ちか子の夫／野村駒四郎の伯父）- 竹脇無我
- 山本覚馬（同砲術家／山本八重子・三郎の長兄）- 竜雷太
- 手代木直右衛門（公用方／佐々木只三郎の兄／のちの勝任）- 船戸順
- 山本三郎（覚馬・八重子の末弟）- 柄沢次郎
- 篠田兵庫（同藩士／篠田儀三郎の父）- 長門裕之
- 飯沼時衛（飯沼貞吉の父／頼母の義兄）- 奥村公延
- 間瀬岩五郎（間瀬源七郎の兄）- 篠塚勝
- 伊東祐順（伊東悌次郎の父）- 大塚国夫
- 高木盛之助（連絡係）- 西田真吾
- 浅羽忠之助（容保の近習）- 高橋浩二郎

女性たち
- 山本八重子（覚馬の妹／のち新島襄の妻）- 田中好子
- 中野竹子（娘子軍）- 岩崎良美
- 西郷千恵子（頼母の妻）- 野川由美子
- さつき（源七郎の許嫁）- 富田靖子
- 赤羽きよ（岩五郎の妹・源七郎の姉）- 美保純
- 中野こう子（竹子の母）- 赤座美代子
- 西郷律子（頼母の母）- 南美江
- 間瀬まつ（岩五郎・源七郎・きよの母）- 南田洋子
- 野村みね（駒四郎の母）- 榊原るみ
- 西郷細布子（頼母の長女）- 伊藤つかさ
- 永瀬くら（永瀬雄治の母）- 上村香子
- 間瀬ゆき（岩五郎の妻） - 星洋子
- 伊東すみ（伊東悌次郎の母） - 泉晶子
- 中野優子（竹子の妹）- 鈴木美奈子
- 西郷眉寿子（頼母の義妹）- 中西喜美恵
- 西郷瀑布子（頼母の次女）- 岩下佳寿美
- 西郷田鶴子（頼母の三女）- 中村克子
- 西郷常盤子（頼母の四女）- 長谷川令奈
- 西郷季子（頼母の五女）- 白木原和音
- 西郷由布子（頼母の義妹）- 吉原久美子
- 間瀬みつ（間瀬家次女）- 村上理子
- 間瀬つや（間瀬家四女）- 野田浩子
- 間瀬ゆふ（間瀬家六女）- 福田直子
- 平田小蝶（娘子軍）- 加藤由美
- 岡村さき子（同）- 桃山舞子
- 依田まき子（同）- 紅萬子
- 依田菊子（同／まき子の妹）- 椎谷友美

白虎隊士
- 野村駒四郎 - 坂上忍
- 篠田儀三郎 - 新田純一
- 飯沼貞吉（のちの貞雄）- 宮川一朗太
- 間瀬源七郎 - 西川弘志
- 日向内記（隊長）- 火野正平
- 伊東悌次郎 - 岸浩太郎
- 永瀬雄治 - 高野浩和
- 林八十治 - 剣弘紀
- 安達藤三郎 - 坂井徹
- 有賀織之助 - 砂川真吾
- 井深茂太郎 - 山崎聡弘
- 津川喜代美 - 中野浩靖
- 西川勝太郎 - 前田晃一
- 石田和助 - 内田慎一
- 石山虎之助 - 新井信彦
- 鈴木源吉 - 武藤大助
- 津田捨蔵 - 福岡浩伸
- 梁瀬勝三郎 - 中村俊昭
- 伊藤俊彦 - 柳沢伸悟
- 池上新太郎 - 斎藤喜之
- 梁瀬武治 - 小保内修司
- 野村駒四郎（幼年期）- 庄川正信
- 間瀬源七郎（幼年期）- 藤田龍美
- 篠田儀三郎（幼年期）- 小野孝

その他
- 川崎尚之助（但馬出石藩士）- 田中健
- セツ（飯沼貞吉の乳母）- 中原早苗
- 老人 - 加藤嘉
- 豊吉（セツの息子）- 須藤公一
- 西郷吉十郎（頼母の長男）- 中村彰良
- 村娘 - 杉山葉子

### 幕府軍関係
新選組
- 土方歳三（副長／のち五稜郭にて陸軍奉行並）- 近藤正臣
- 近藤勇（局長）- 夏八木勲
- 沖田総司（隊士・一番隊組長）- 中川勝彦
- 斎藤一 （隊士・三番隊組長／別名・山口次郎／のちの警視庁警部補・藤田五郎）- 高峰圭二
- 永倉新八（隊士・二番隊組長／維新後は杉村義衛と名を改める）- 佐藤仁哉
- 藤堂平助（隊士・八番隊組長）- 草見潤平

桑名藩
- 松平定敬（藩主／容保の実弟）- 中村橋之助

徳川家
- 徳川慶喜（将軍）- 石田信之

京都見廻組
- 佐々木只三郎（旗本）- 中康治

奥羽越列藩同盟
- 但木土佐（仙台藩士・会津戦争時・家老に昇格）- 三田明
- 瀬上主膳（同藩士）- 丹波義隆
- 竹俣美作（同藩士）- 真田実

### 東征軍関係
- 板垣退助（乾退助／東山道先鋒総督府参謀・土佐藩／のちに内務大臣）- あおい輝彦
- 世良修蔵（東山道先鋒総督府参謀・長州藩・元奇兵隊隊士）- 泉谷しげる
- 吉松速之助（土佐藩士／のちに名を秀枝と改め陸軍少佐となる）- 勝野洋
- 中島信行（作太郎／土佐藩・海援隊隊士／のちに初代衆議院議長）- 井上高志
- 伊地知正治（東山道先鋒総督府参謀・薩摩藩／のちに宮中顧問官）- 徳川竜峰
- 西軍隊長 - 田中浩
- 大垣藩隊長 - 波多野博

### 王政復古以前の京都関係者
土佐藩
- 坂本龍馬（海援隊隊長）- 中村雅俊
- 中岡慎太郎（陸援隊隊長）- 木之元亮
- 北添佶摩 - 森山陽介

公家
- 中川宮- 松山英太郎
- 三条実美（のちの明治政府では太政大臣に就任）- 堀内正美

長州藩
- 桂小五郎（のちの木戸孝允）- 石橋正次
- 益田右衛門介（禁門の変事・家老）- 荒木茂

薩摩藩
- 西郷吉之助（のちの隆盛） - 杉山義法
- 高崎左太郎（のちの正風） - 加納竜
- 有村治左衛門 - 岡本富士太

その他
- キク（京娘）- 佐野量子
- 清河八郎（庄内藩郷士・浪士組隊長）- 浜田晃
- 真木和泉（久留米藩士・水天宮神官）- 浜田東一郎
- 宮部鼎蔵（肥後藩士）- 井上昭文
- 池田屋惣兵衛（旅籠・池田屋の主人）- 伊沢一郎

## スタッフ
- 制作総指揮 - 岩淵康郎
- 制作 - 岡田晋吉、野崎元晴
- 音楽 - 瀬尾一三
- 脚本 - 杉山義法
- 監督 - 齋藤武市
- 撮影 - 原田裕平
- 照明 - 武邦男
- 録音 - 面屋竜憲
- 編集 - 河合勝巳
- 記録 - 小川加津子
- 美術 - 鈴木孝俊
- 美術補佐 - 三浦鐐二
- 助監督 - 金鐘守
- 整音 - 加藤正行
- 撮影計測 - 小林善和
- 演技事務 - 山下義明
- 広報担当 - 難波佐保子
- スチール - 村田規子、深野隆
- 邦楽監修 - 中本哲
- 擬斗 - 上野隆三（東映剣会）
- 装置 - 太田正二
- 装飾 - 長尾康久
- 火薬効果 - 笠井伴夫
- 特撮 - 長谷川光徳
- 小道具 - 高津商会
- 衣裳 - 東京衣裳
- 美術結髪 - 東和美粧
- かつら - 山崎かつら
- 騎馬 - 岸本乗馬センター
- 現像 - IMAGICA
- 進行主任 - 杉浦満洲男
- 協力 - 会津若松市、会津若松観光協会、福島中央テレビ、京都・大覚寺、京都祇園八坂神社、国宝・彦根城、亀岡カントリークラブ
- 音楽監督 - 鈴木清司
- 音楽協力 - 日本テレビ音楽
- 資料協力 - 早川喜代次「白虎隊記念館」館長、宮崎十三八、会津史談会
- 題字 - 小林與三次
- 脚本協力 - 石原純一
- ナレーター - 鈴木瑞穂
- プロデューサー補 - 松村あゆみ（日本テレビ）、内堀雄三（ユニオン映画）
- プロデューサー - 須永元、清水欣也（日本テレビ）、菊池昭康（ユニオン映画）、今井正夫（東映）
- 制作協力 - 東映太秦映像
- 制作 - 日本テレビ
- 製作著作 - ユニオン映画

## 主題歌
「愛しき日々」（ポリスターレコード）
作詞 - 小椋佳 / 作曲 - 堀内孝雄 / 編曲 - 川村栄二 / 唄 - 堀内孝雄

## 補足
- ほとんどの俳優が前年末放映された『忠臣蔵』から引き続き出演している。また、翌年の『田原坂』もほぼ同じメンバーである。
- 井上丘隅の娘で野村左兵衛の妻・ちか子は本作では斗南藩へと向かっているが、次々作『五稜郭』では土方歳三を追って箱館戦争へ参加し行方不明となっている（史実では井上丘隅、その妻・とめ子、長女・ちか子の3人は、次女で神保修理の妻・雪子が自刃する前日にやはり自刃している。それは飯盛山で白虎隊が自刃した日である。他にも史実では病死した野村左兵衛が戦死として描かれているなどの史実と異なる脚色が随所になされている）。
- 斗南藩へ向かった会津藩の人々は、不毛の土地での生活に苦しみ、うつり住んだ約4000人のうち、約2000人が餓死するなどしたが、極寒の不毛の土地でも育つ作物として、会津藩の人々は、りんごを育て始めた。それが後世に受け継がれ、青森県は現在、日本一のりんごの産地として有名になっている。
- 12月31日の放送では、当時の『NHK紅白歌合戦』の裏番組としてはかなり高い17.2%（ビデオリサーチ調べ、関東地区・世帯・リアルタイム）[1]の視聴率をマークした。
- 前年作『忠臣蔵』は2日間とも約2時間半の放送枠だったが、『忠臣蔵』の好評もあって、本作は時間枠を拡大しており、先述通り2日とも約3時間枠で放映され、本編時間にして50分ほど拡大、「年末時代劇スペシャル」の“巨編化”が始まった作品ともなった。
- 日本テレビでは本放送から5年後の1991年12月30日（月曜） 11:50 - 17:00、その翌日に放送される『源義経』の宣伝を兼ねて再放送された[2]。
- 小島剛夕劇画『白虎隊』（杉山義法原作、初刊・日本テレビ、1986年12月）も出版。小池書院、電子出版（全3冊）で再刊された。

## 特撮
鶴ヶ城が新政府軍により砲撃される一連のシーンは特撮によって表現されており、およそ1メートルの高さの鶴ヶ城のミニチュアが作られた。大部分は木製で、石垣の部分は石に見立てた粘土を貼って表現されている。また本編映像では写っていないが北走長屋や半分だけではあるが鉄門もしっかり作られている。現在、このミニチュアは会津藩校日新館に展示されている。